# Forces aériennes françaises libres
La Forces aériennes françaises libres, tradotto dalla lingua francese Forze aeree della Francia libera, talvolta abbreviato con FAFL, è stata la componente aerea della France libre (Francia libera) e parte integrante delle Forces françaises libres.

## Storia
Il generale Charles de Gaulle nel 1940 era stato un membro dell'alto comando francese durante la battaglia di Francia. Mentre le soverchianti forze tedesche dimostravano la loro superiorità sui campi di battaglia e l'esercito italiano provava ad attaccare nel sud, i governanti francesi si trovarono nelle condizioni di dover negoziare un armistizio con gli invasori.
Il generale de Gaulle, insieme ad un piccolo gruppo di politici, si oppose strenuamente alla resa alle forze naziste: mandato in missione diplomatica nel Regno Unito per conto del presidente del Consiglio Paul Reynaud, de Gaulle venne sorpreso all'estero dal crollo del governo francese ed evitò la cattura.
Il 16 giugno il nuovo presidente del Consiglio francese Philippe Pétain intavolò i primi incontri con i rappresentanti dell'Asse, per definire i dettagli della resa e l'instaurazione del nuovo governo filotedesco.
Il 18 giugno, de Gaulle parlò ai francesi tramite i microfoni della BBC, chiedendo ai soldati, ai marinai e agli aviatori di lasciare l'esercito ufficiale e di unirsi per combattere l'invasore nazista. Il cosiddetto "appello del 18 giugno" (appel du 18 juin) non ebbe molto ascolto, ma i seguenti discorsi di de Gaulle ebbero risonanza notevole.
Alcuni esponenti del Gabinetto inglese tentarono di fermare i proclami del Generale, lo stesso primo ministro Winston Churchill intervenne in sua difesa e in supporto della Francia Libera. L'appello di de Gaulle è ancora oggi uno dei più famosi e importanti discorsi della storia francese.
Il 22 giugno, Pétain, investito della carica di presidente del Consiglio dal parlamento francese liberamente eletto (anche se in via di epurazione verso le forze di sinistra), firmò la resa incondizionata. De Gaulle venne processato in contumacia, e condannato a morte per tradimento, in quanto aveva dichiarato di essere l'ultimo membro del governo Reynaud in grado di esercitare il comando, e di essere quindi il legittimo governatore della nazione, affermando pubblicamente l'incostituzionalità del governo Pétain.
Il governo americano, invece, riconobbe la legittimità della Francia di Vichy, fino al 1942, mantenendo relazioni diplomatiche con essa. Per questo motivo non rifornì le forze aree francesi di materiali fino a dopo l'invasione del Nord Africa francese; questo limitò i rapporti tra gli alleati occidentali, inclusa la Gran Bretagna, con la Francia Libera. Per questo motivo de Gaulle si avvicinò all'URSS, che invece aveva rotto i rapporti con Petain, inoltre l'addetto militare francese dell'aeronautica a Mosca, il colonnello (poi generale) Charles Luguet divenne uno dei primi alti ufficiali dell'ADA a passare con De Gaulle, che all'inizio aveva avuto il sostegno di molti comandanti (come Martial Henri Valin), ma di pochi ufficiali superiori.
In effetti il 18 giugno 1940 i piloti della Francia Libera erano appena 10, arrivati in volo dalla Francia alla Gran Bretagna (da Bordeaux-Mérignac, al limite della loro autonomia e attraverso cieli in parte controllati dall'aeronautica tedesca), ma il loro numero salì inesorabilmente, prima grazie alla defezione in favore delle forze di De Gaulle di molti addetti diplomatici dell'aeronautica all'estero (specie nelle Americhe), poi grazie a piloti che fuggivano (talvolta con i loro apparecchi, talvolta travestiti da civili in modo rocambolesco) dalle basi aeree coloniali francesi, oppure cittadini francesi e/o di origine francese residenti nelle Americhe, infine, man mano che alcune colonie passavano sotto il controllo di De Gaulle, cittadini francesi delle colonie. Al principio del 1941 le FALF avevano un organico di 900 uomini, di cui 200 piloti, mentre un altro centinaio di volontari francesi militava nella RAF, anche se entro il 25 aprile 1941 questi dovettero decidere se unirsi alla FAFL o essere proclamati disertori.
Solo nel 1940 la FALF si scontrò con l'aviazione di Vichy, per la liberazione del Gabon, che si unì alle altre colonie fedeli ai gollisti.

## Generali della FAFL
- Martial Valin
- François d'Astier de la Vigerie

## Membri celebri della FAFL
- Marcel Albert
- Henry Bouquillard
- Pierre Brisdoux Galloni d'Istria
- Maurice Choron
- Pierre Clostermann
- Marcel Doret
- Bernard Dupérier
- Romain Gary
- François de Labouchère
- Jean Maridor
- Pierre Mendès France
- René Mouchotte
- Jacques-Henri Schloesing
- Philippe de Scitivaux
- Gustave Augustin Douchy
- Louis Delfino
- Constantin Feldzer
- Joseph Pouliguen
- Jean Tulasne
- Charles Luguet
- Antoine de Saint-Exupéry

## Velivoli utilizzati

### Velivoli catturati dalle Forze dell'Asse
- CANT Z.1007bis Alcione
- Heinkel He 46 C-1
- Heinkel He 177
- Junkers Ju 88

### Velivoli in forza alla FAFL

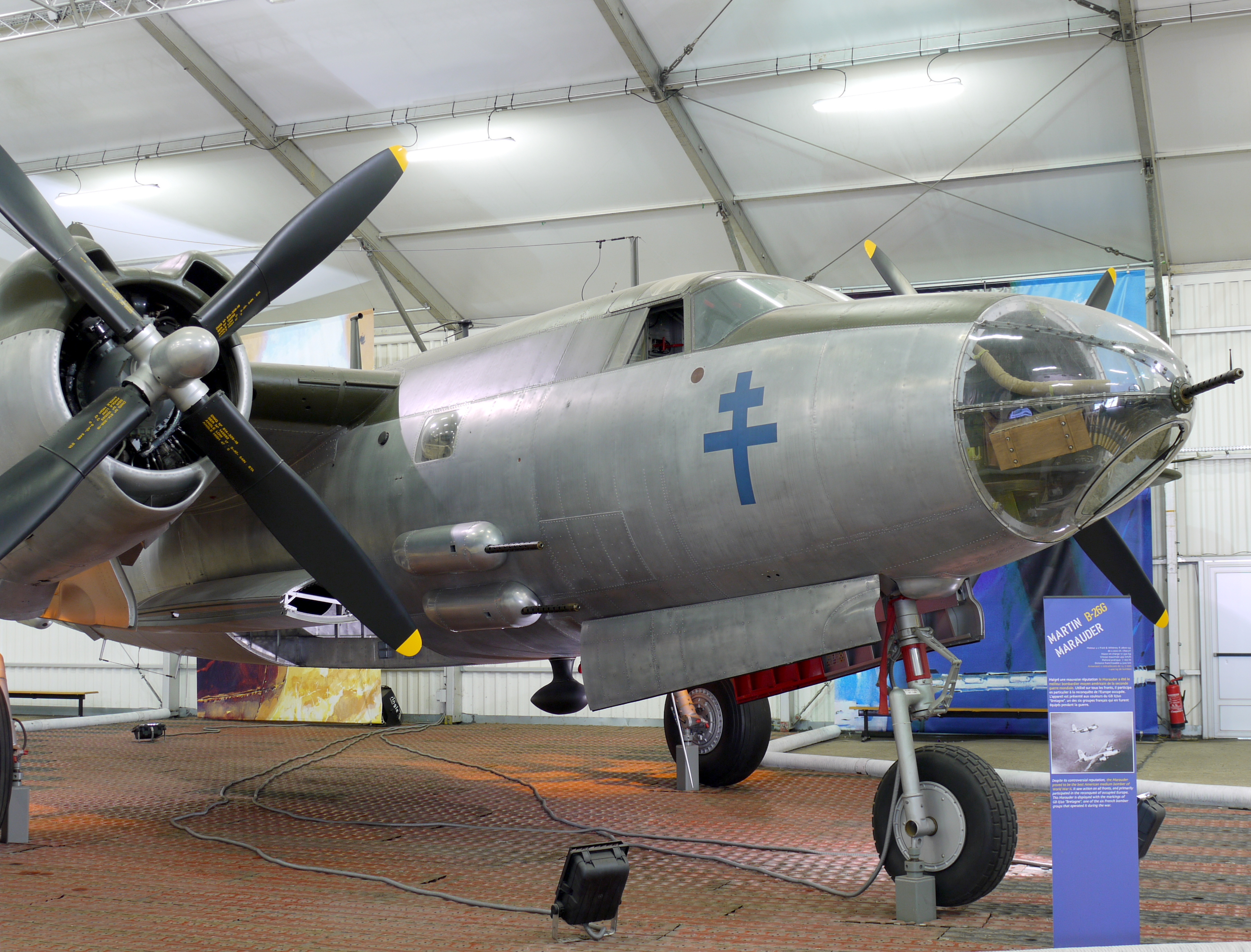
Un Martin B-26 Marauder con l'effigie della croce di Lorena esposto al Musée de l'air et de l'espace di Le Bourget.

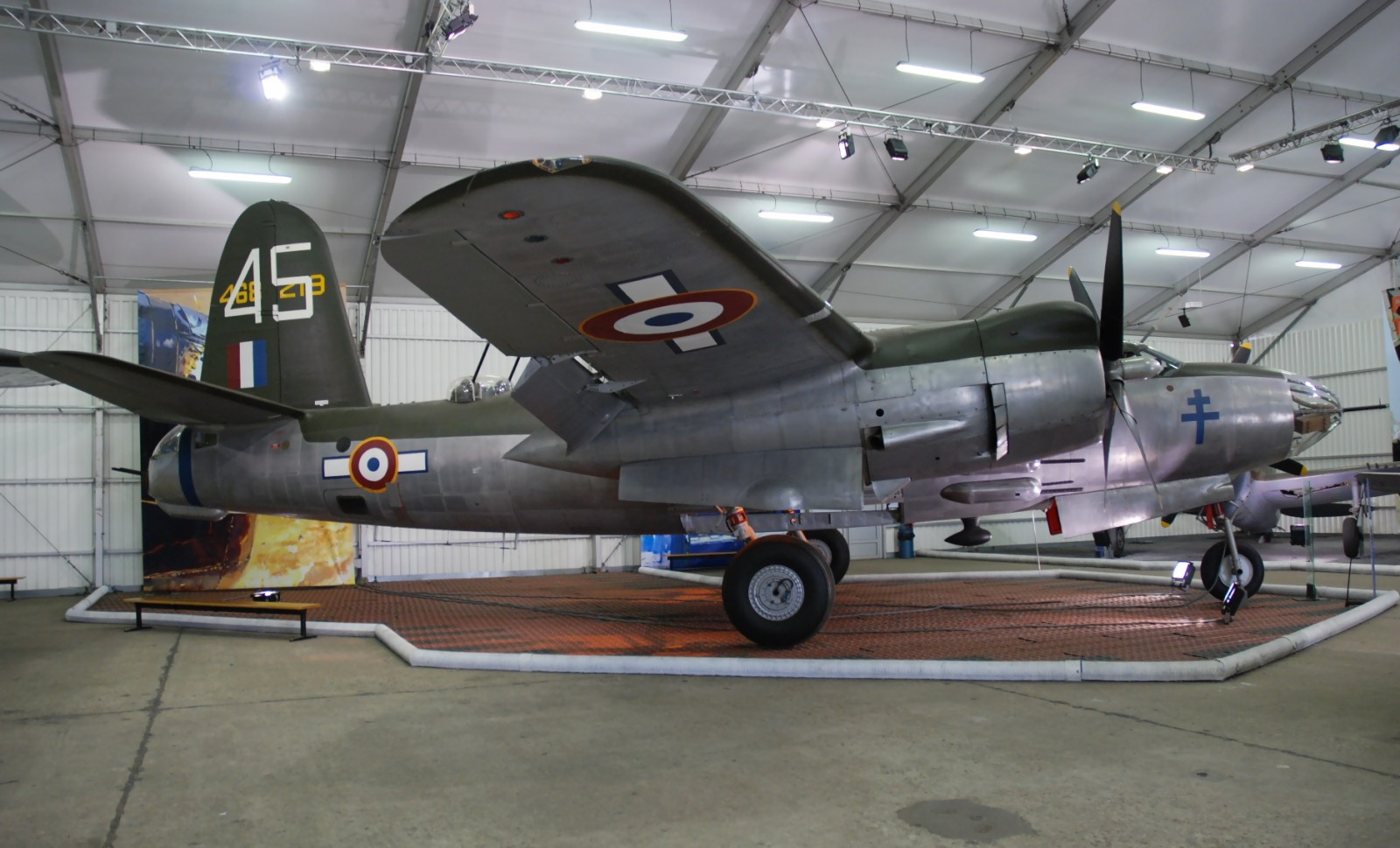
Altra vista dello stesso velivolo; si noti l'apposizione delle coccarde tricolori francesi sulle preesistenti USAAF statunitensi.

- Amiot 143M
- Bloch MB 131 RB4
- Bloch MB 174 A3
- Bloch MB 175 B3
- Caudron C.272 Lucione
- Caudron C.400
- Caudron C.445 Goeland
- Caudron C.600 Aiglon
- Caudron C.630 Simoun
- Caudron C.714C1 "Cyclone"
- Dewoitine D.520
- Farman F.222.2 BN5
- Farman C.222.3 BN5
- Lioré et Olivier LeO 451 B4
- Morane-Saulnier M.S.406 C1
- Potez 25 TOE
- Potez 29-2
- Potez 540
- Potez 63.11
- Potez 65
- Bell P-39D Airacobra
- Bell P-63A Kingcobra
- Curtiss P-36A (Hawk 75A)
- Curtiss P-40E Kittyhawk
- Curtiss P-40N-20 Warhawk
- Douglas A-24B
- Douglas DB-7B Boston
- Lockheed F-5A/B Lightning
- Martin 167A-3 Maryland
- Martin A-30A Baltimore
- Martin B-26B/G Marauder
- North American B-25C/H Mitchell
- North American F-6C Mustang
- Republic P-47D Thunderbolt
- Universal L-7A
- Airspeed A.S.10 Oxford Mk.II
- Bristol Blenheim Mk.IVF
- Bristol Blenheim Mk.V
- British Burnelli OA-1
- Hawker Hurricane Mk. IIC
- Supermarine Spitfire L.F.Mk.VB
- Supermarine Spitfire L.F.Mk.VC
- Westland Lysander Mk.III
- Yakovlev Yak-1
- Yakovlev Yak-1M
- Yakovlev Yak-3
- Yakovlev Yak-7B
- Yakovlev Yak-9
- Yakovlev Yak-9T